# منزل داعر (بعدان)

تعديل مصدري - تعديل

منزل داعر هي إحدى قرى عزلة الحيث بمديرية بعدان التابعة لمحافظة إب، بلغ تعداد سكانها 311 نسمة حسب تعداد اليمن لعام 2004.